# Fire Water Burn
"Fire Water Burn" je drugi singl američkog rock sastava Bloodhound Gang s njihovog drugog studijskog albuma One Fierce Beer Coaster, te je jedna od njihovih najpoznatijih pjesama.

## O pjesmi
Refren je preuzet iz pjesme "The Roof Is on Fire" sastava Rock Master Scott & the Dynamic Three. Pjesma se nalazila na 18. mjestu top liste Modern Rock Tracks, te na 28. liste Mainstream Rock Tracks. Također, nalazi se na soundtarckovima za filmove Fahrenheit 9/11, Luckasti profesor i CKY4.
U pjesmi se spominju poznate osobe, te pjevači i glumci iz televizijskih emisija. Između ostalih, spominju se Barry White, Frank Black, John F. Kennedy, Kurt Cobain, Mark Twain, Jimi Hendrix i drugi.

## Videospot
U spotu, sastav svira u blagavaonici umirovljeničkog doma. U početku, umirovljenici ne obraćaju pažnju na njih, unatoč tome što pjevač Jimmy Pop pleše po stolovimai izvodi grimase. Pri kraju spota, kad primijete sastav, umirovljenici počinju oduševljeno plesati i stvarati atmosferu kao na rock koncertima. U zadnjoj sceni, zajedno sa sastavom izlaze iz doma, a ploča na ulazu pokazuje da je to zapravo bio dom za gluhe osobe.

## Vanjske poveznice
- Riječi pjesme  Arhivirana inačica izvorne stranice od 3. veljače 2009. (Wayback Machine)